# Michal Makovský
Michal Makovský (ur. 6 kwietnia 1976 w Hradcu Králové) – czeski żużlowiec.

## Życiorys
Dwukrotny finalista indywidualnych mistrzostw świata juniorów (Olching 1996 – VII miejsce, Mšeno 1996 – VIII miejsce). Srebrny medalista drużynowych mistrzostw świata (Pardubice 1999). Uczestnik turnieju o Grand Prix Czech (Praga 2000 – XXIII miejsce). 
Srebrny medalista młodzieżowych indywidualnych mistrzostw Czech (1996). Złoty medalista indywidualnych mistrzostw Czech (1999).
Poza startami w lidze czeskiej, startował w lidze polskiej, w barwach klubów Kolejarz Rawicz (1997–1999) i Unia Tarnów (2000), jak również w lidze brytyjskiej, w barwach klubów z King’s Lynn (2001), Berwick (2001–2010) i Oksfordu (2005).